# Oulimnius maurus
Oulimnius maurus là một loài bọ cánh cứng trong họ Elmidae. Loài này được Berthélemy miêu tả khoa học năm 1979.